# The Perks of Being a Wallflower
The Perks of Being a Wallflower is een Amerikaanse dramafilm uit 2012 onder regie van Stephen Chbosky. Het scenario is gebaseerd op de gelijknamige roman uit 1999 van Stephen Chbosky. De film won onder meer de Independent Spirit Award voor beste eerste productie en de People's Choice Award voor favoriete dramafilm en favoriete actrice in een dramafilm (Emma Watson).

## Verhaal
Charlie Kelmeckis is een eerstejaars op zijn highschool. Door zijn verlegenheid lukt het hem niet om aansluiting te vinden bij zijn medeleerlingen. Wanneer hij een keer na de les naar het football-team van de school gaat kijken, nodigt laatstejaars Patrick hem uit om bij hem te komen zitten op de tribune, waarna ook Patricks stiefzus Sam zich bij het gezelschap voegt. De twee tronen Charlie na de wedstrijd vervolgens mee naar een feestje bij vrienden van hen. Daar realiseren ze zich gaandeweg de avond dat de ontwapenende Charlie verder niemand heeft. Daarom zorgen ze ervoor dat hij een plek krijgt in hun vriendengroep. Onder de vleugels van Patrick en Sam gaat er een hele nieuwe wereld aan ervaringen en sociale contacten open voor Charlie. Sams assertieve vriendin Mary Elizabeth laat daarbij haar oog op hem vallen. Charlie koestert alleen heimelijke gevoelens voor Sam.

## Rolverdeling
- Logan Lerman: Charlie Kelmeckis
- Emma Watson: Sam
- Ezra Miller: Patrick
- Nina Dobrev: Candace Kelmeckis
- Mae Whitman: Mary Elizabeth
- Paul Rudd: Bill
- Kate Walsh: moeder van Charlie
- Dylan McDermott: vader van Charlie
- Johnny Simmons: Brad
- Melanie Lynskey: tante Helen
- Joan Cusack: dr. Burton
- Zane Holtz: Chris Kelmeckis, Charlies oudere broer
- Reece Thompson: Craig, Sams ex
- Landon Pigg: Peter
- Tom Savini: Callahan

## Trivia
Wanneer de drie hoofdpersonages in grote euforie door een tunnel rijden, speelt er een liedje op de autoradio dat ze 'The Tunnel Song' noemen. Dit is het nummer Heroes van David Bowie.